# Jorge Oropeza Terán
Jorge Fernando Oropeza Terán (Potosí, Bolivia; 8 de diciembre de 1961) es un abogado, catedrático y político boliviano. Fue el Ministro de Minería y Metalurgia de Bolivia entre el 12 de junio y el 9 de noviembre de 2020, durante el gobierno de la presidenta Jeanine Áñez Chávez.
Durante su carrera política, Jorge Fernando Oropeza fue concejal municipal desde 1994 hasta 1995 y Alcalde de la ciudad de Potosí desde 1996 hasta 1997 en representación del partido político Unidad Cívica Solidaridad (UCS).

## Biografía
Jorge Oropeza nació el 8 de diciembre de 1961 en la ciudad de Potosí. Salió bachiller en su ciudad natal el año 1979. Durante su vida laboral, Jorge Oropeza trabajó en la entonces Corte Superior del Distrito Judicial en el área del juzgado de instrucción de familia inicialmente en el puesto de supernumerario desde 1980 hasta 1983 y ya luego como auxiliar de juzgado desde 1983 hasta 1992. Ingresó a estudiar la carrera de derecho un la Universidad Autónoma Tomás Frías (UATF) donde se tituló como abogado de profesión el año 1992.
Durante su vida profesional, Jorge Fernando Oropeza fue en 1992 el asesor legal de la Cámara Departamental de Minería (CADEMIN), así como también de la asesor legal de la compañía minera ARISUR.INC desde 1997 hasta 2001 y de las alcaldías de Tacobamba y Vitichi desde 2002 hasta 2004. Así mismo, Oropeza fue también el asesor legal de la Cámara de Senadores de Bolivia durante el año 2005.
Fue también el consultor jurídico de diferentes cooeprativas mineras, entre ellas la Cooperativa Minera Nueva Uncía y la Cooperativa Minera Marcelo Quiroga Santa Cruz, entre otras.
Ingresó al ámbito educativo, desempeñándose en el cargo de catedrático de la Universidad Privada Domingo Savio de donde llegaría a ser el vicerrector de dicha universidad desde 2008 hasta 2011.

## Carrera política
Cabe mencionar que antes de su ingresó a la política, Jorge Fernando Oropeza ingresó primero al ámbito cívico el año 1992 como secretario de conflictos de la Federación Departamental de Artesanía de Potosí y luego sería en 1993 secretario de Asuntos Provinciales del Comité Cívico Potosinista (COMCIPO).

### Concejal de Potosí (1994-1995)
Jorge Fernando Oropeza ingresó por primera vez a la vida política del país en 1993 siendo para esa época todavía un joven de 32 años de edad. En diciembre de ese mismo año participa en las elecciones municipales donde logra salir electo como concejal de Potosí en representación del partido Unidad Cívica Solidaridad (UCS). Durante su etapa como concejal, Jorge Oropeza llegó a ser el presidente del Concejo Municipal. Estuvo en dicho cargo hasta octubre de 1995.

### Alcalde de Potosí (1996-1997)
Participa en las elecciones municipales de diciembre de 1995 postulando al cargo de Alcalde de la ciudad de Potosí en representación otra vez del partido político UCS, donde logra ganar dichos comicios. Jorge Fernando Oropeza asumió el mando de la alcaldía potosina el 8 de enero de 1996 a sus 34 años de edad. Estuvo en el cargo edil por un lapso de tiempo de solo 1 año hasta enero de 1997, cuando dejó la alcaldía en manos del concejal Braulio Oré (también de UCS).

### Ministro de Minería y Metalurgia de Bolivia (2020)
Después de 23 años, volvería nuevamente a aparecer en la vida pública del país cuando el 12 de junio de 2020, la Presidenta de Bolivia Jeanine Áñez Chávez posesionó al abogado potosino de ya 58 años de edad Jorge Fernando Oropeza como el nuevo Ministro de Minería y Metalurgia en reemplazo del ingeniero en minas potosino Fernando Vásquez Arnez, quien fue destituido de su cargo por expresiones racistas y discriminatorias contra los militantes del partido político del Movimiento al Socialismo.
| Predecesor: Fernando Vásquez Arnez | Ministro de Minería y Metalurgia de Bolivia 12 de junio de 2020 - 9 de noviembre de 2020 | Sucesor: Ramiro Félix Villavicencio Niño de Guzmán |